# Super League (Brunei)
La Brunei Super League, nota anche come DST Super League per ragioni di sponsorizzazione, è la massima competizione professionistica di calcio del Brunei, organizzata dalla Federazione calcistica del Brunei (NFABD).

## Squadre
Stagione 2023.
| Club                       | Distretto    |
| -------------------------- | ------------ |
| AKSE Bersatu               | Brunei-Muara |
| Angkatan Bersenjata Diraja | ---          |
| Bakes                      | Brunei-Muara |
| Brunei Shell               | Belait       |
| IKLS                       | Brunei-Muara |
| Indera                     | Brunei-Muara |
| Jerudong                   | Brunei-Muara |
| Kasuka                     | Brunei-Muara |
| Kota Rangers               | Brunei-Muara |
| Kuala Belait               | Belait       |
| Lun Bawang                 | Temburong    |
| MS PDB                     | ---          |
| Panchor Murai              | Brunei-Muara |
| Rimba Star                 | Brunei-Muara |
| Setia Perdana              | Brunei-Muara |
| Wijaya                     | Brunei-Muara |

## Albo d'oro
- 2012-2013:  Indera
- 2014:  Indera
- 2015:  MS ABDB
- 2016:  MS ABDB
- 2017-2018:  MS ABDB
- 2018-2019:  MS ABDB
- 2020: cancellata
- 2021: cancellata
- 2022: non disputata
- 2023:  Kasuka[3]
- 2024-2025:  Kasuka

## Vittorie per squadra
| Club    | Titoli | Anni                         |
| ------- | ------ | ---------------------------- |
| MS ABDB | 4      | 2015, 2016, 2017-18, 2018-19 |
| Indera  | 2      | 2013, 2014                   |
| Kasuka  | 2      | 2023, 2024-25                |

## Capocannonieri
| Stagione | Giocatore              | Squadra  | Reti |
| -------- | ---------------------- | -------- | ---- |
| 2012-13  | Azwan Ali Rahman       | Indera   | 17   |
| 2014     | Zulkhairy Razali       | Indera   | 11   |
| 2015     | Hardi Bujang           | Jerudong | 18   |
| 2016     | Abdul Azizi Ali Rahman | MS ABDB  | 8    |
| 2017-18  | Abdul Azizi Ali Rahman | MS ABDB  | 28   |
| 2018-19  | Hanif Aiman Adanan     | Kasuka   | 16   |
| 2021     | Andrėj Varankoŭ        | DPMM     | 23   |
| 2023     | Leon Sullivan Taylor   | Indera   | 31   |
| 2024-25  | Willian dos Santos     | Kasuka   | 35   |